# Маслихат
Маслиха́т (каз. мәслихат) — местный представительный орган в Казахстане, избираемый населением области, города республиканского значения и столицы или района (региональный парламент, совет депутатов).

## Деятельность
Маслихаты (региональные парламенты) действуют на уровне регионов — областном, столицы и городов республиканского значения (Астана Алматы и Шымкент), а также на местном уровне — городов областного значения и районов. Региональными маслихатами утверждается и контролируются местный бюджет, по представлению Президента утверждается аким области, рассматриваются и утверждаются региональные программы развития, формируются ревизионные комиссии по контролю за расходованием бюджетных средств, утверждаются генеральные планы развития и застройки и др. Маслихат является правомочным при условии избрания не менее трёх четвёртых от общего числа его депутатов.
Участвуя в работе маслихата и его органов, депутаты решают важнейшие вопросы государственного, хозяйственного, социального, культурного строительства, принимают подзаконные акты и другие решения, согласно их компетенции, содействуют проведению их в жизнь, осуществляют контроль за соблюдением законов Республики Казахстан и решений местных представительных и исполнительных органов.

## Руководство
Руководство деятельностью осуществляет Секретарь маслихата, работающий на постоянной основе. Секретарь маслихата избирается из числа депутатов открытым или тайным голосованием большинством голосов от общего числа депутатов. Секретарь маслихата избирается на срок полномочий маслихата (5 лет). Фактически является главой законодательной ветви власти региона.
Кандидатуры на должность секретаря маслихата выдвигаются депутатами маслихата на сессии маслихата. Количество выдвинутых кандидатур не ограничивается. Кандидаты выступают с примерными программами своей предстоящей деятельности. Кандидат считается избранным на должность секретаря маслихата, если в результате открытого или тайного голосования он получил большинство голосов от общего числа депутатов маслихата.
На время проведения сессии организационно-распорядительные функции исполняет Председатель сессии маслихата.
С 2022 года в Казахстане в маслихатах. До 2023 года были постоянные секретари с зарплатой, а председатели сессии каждый раз избирались из числа депутатов.

## Выборы
Депутатом маслихата может быть избран гражданин Республики Казахстан, достигший двадцати лет. Депутаты маслихатов, работающие в маслихатах на освобождённой основе, не вправе занимать иные оплачиваемые должности, кроме преподавательской, научной и творческой деятельности, не вправе осуществлять предпринимательскую деятельность, входить в состав руководящего или наблюдательного органа коммерческой организации.
Маслихаты избираются населением на основе всеобщего, равного, прямого избирательного права при тайном голосовании сроком на 5 лет (п. 2 ст. 86 Конституции, Раздел VIII «Местное государственное управление и самоуправление»). Депутатами маслихата коллегиально избираются по два сенатора от своего региона.

## Список областных маслихатов Казахстана по созывам
1. Депутаты областных маслихатов Казахстана I созыва
2. Депутаты областных маслихатов Казахстана II созыва
3. Депутаты областных маслихатов Казахстана III созыва
4. Депутаты областных маслихатов Казахстана IV созыва
5. Депутаты областных маслихатов Казахстана V созыва
6. Депутаты областных маслихатов Казахстана VI созыва
7. Депутаты областных маслихатов Казахстана VII созыва
8. Депутаты областных маслихатов Казахстана VIII созыва